# Balthazar (roi)
Pour les articles homonymes, voir Balthazar et Balthasar.
Cet article concerne le dirigeant de Babylone. Pour l'œuvre lyrique d'Haendel, voir Belshazzar.
Balthazar (Bēl-šar-uṣur) ou Bêl-Shana-Usur ou Bêl-Shar-Utsur ou Belšazar ou Belshazzar ou Belsazar, en babylonien : Bel-šarru-usur ou Bel-šarru-uṣur[réf. nécessaire]  "Bel protège le Roi", en grec : Βαλτάζαρ (Baltázar), en latin : Balthasar, en hébreu: בלשאצר  Belshatsar, est le fils du roi de Babylone Nabonide. Il est corégent par son père en 553. Il assure le gouvernement de l'empire lors de l'exil volontaire de ce dernier dans l’oasis de Tayma. Dans le Livre de Daniel, aux chapitres 5 et 8, il est décrit comme le fils de Nabuchodonosor (II) et le roi lors de la prise de la ville par les Mèdes et les Perses. Ce ne sont pas des erreurs, mais une question de langage culturel. Tout comme Jésus fut appelé "Fils de David" en honneur du plus grand roi hébraïque (vers -1000), et les pharisiens se considéraient comme les "fils d'Abraham", fondateur de la nation (vers -1800), ceci est également une référence d'honneur à l'ancêtre de Balthasar, le plus grand empereur Néo Babylonien. Aussi, Daniel, ainsi que la majorité des juifs se trouvaient isolés à Babylone où Balthasar régnait comme roi. Que Balthasar déclare Daniel comme 3e homme dans son règne corrobore avec le fait que le vrai roi, son père, était encore en place mais absent. 

## Sources babyloniennes contemporaines
Balthazar (de l'akkadien Bel-sarra-usur) ou Belshatsar est le fils aîné de Nabonide, le dernier roi de l’empire néo-babylonien, qui, après un règne de trois ans, se retire dans l'oasis de Tayma afin de se consacrer au culte de Sîn. Nabonide nomme Balthazar corégent en 553 av. J.-C., le laissant responsable de la défense de Babylone.
En l'an 540 av. J.-C., Nabonide revient de Tayma, espérant défendre son royaume contre les Perses qui s'apprêtaient à marcher sur Babylone. En 539, Balthazar est chargé de garder Babylone, la capitale, tandis que Nabonide conduit ses troupes vers le nord pour livrer bataille à Cyrus.
Le 10 octobre 539 av. J.-C., Nabonide est défait, s'enfuit et s'enferme dans la ville de Borsippa. Deux jours plus tard, soit le 12 octobre, les armées perses prennent Babylone sans combat. Selon le Livre de Daniel Balthazar est tué lors de la prise de Babylone, par Gobryas et Gadatas.Cyrus lève le camp et part assiéger la ville de Borsippa où se trouve Nabonide. Nabonide sans attendre l'investissement se rend et est déporté en Carmanie.

## Autres sources historiques

### Hérodote
Hérodote nomme le dernier roi de Babylone Labynéte, également le nom de son fils. Pour l'historien grec, la mère du jeune Labynéte est Nitocris, une reine décrite comme ayant réellement le pouvoir. Hérodote mentionne Syennésis roi de Cilicie et Labynéte roi de Babylonie comme médiateurs entre les Lydiens et les Médes. Il mentionne aussi que Cyrus fait marcher ses troupes contre le fils de Nitocris appelé Labynéte comme son père. Pour Hérodote Nitocris est l'épouse de Labynéte (le père) et la mère de Labynéte (le fils).
Les opinions divergent cependant sur la façon de concilier au mieux le texte d'Hérodote avec le texte biblique et les sources babyloniennes. Nitocris a parfois été considérée comme une fille de Nabuchodonosor afin d'expliquer la mention par le Livre de Daniel d'une filiation entre Balthazar et Nabuchodonosor ; Labynéte serait une variation du nom Nabonide ; Labynéte — le jeune — serait alors identifié à Balthazar. Raymond Philip Dougherty considère que Nitocris est une fille de Nabuchodonosor et que Labynéte est Balthazar. Nabuchodonosor II a pour successeurs sur le trône son fils Amel-Marduk et son petit-fils Balthazar et la prophétie de Jérémie se réalise.

### Flavius Josèphe
Flavius Josèphe, historien d'origine juive du Ier siècle de notre ère, donne un récit de Balthazar recoupant largement le Livre de Daniel mais note que les Babyloniens l'appellent Naboandél. Les historiens bibliques[Qui ?] y voient un glissement du nom Nabonnéde. Si cela est avéré, deux hypothèses coexistent alors :
1. une confusion de Flavius Josèphe. Dans Contre Apion, Flavius Josèphe indique qu'après la mort de Laborosoardoch (=Labashi-Marduk) le trône est donné à Nabonnéde (=Nabonide)[16]. Dans les Antiquités judaïques, Flavius Josèphe indique qu'après la mort de Labosordach (=Labashi-Marduk) le trône est donné à Baltasar (=Balthazar), appelé Naboandél chez les Babyloniens[15]. Dans les Antiquités judaïques, Flavius Josèphe a indiqué par erreur Baltasar alors qu'il indique Nabonnéde dans Contre Apion. Nabonnéde (=Nabonide) est appelé Naboandél chez les Babyloniens ;
2. une confirmation que le plus jeune Labynéte cité par Hérodote est Balthazar, fils de la reine Nitocris. Dans les Antiquités judaïques, Flavius Josèphe indique par erreur que la "grand-mère" (au lieu de la "mère") de Balthazar essaye de le rassurer lors de l'inscription sur le mur. La grand-mère maternelle (Amytis) et la grand-mère paternelle (Adad-Guppi) de Balthazar sont mortes[15].

## Dans le Livre de Daniel
Le chapitre 5 du livre de Daniel décrit la scène du festin de Balthazar, festin ayant lieu dans l'argenterie du Temple de Salomon, ramenée de Jérusalem par Nabuchodonosor II, lors de l'exil à Babylone. Le récit se déroule avec en toile de fond l'arrivée imminente des armées perses.

« Un jour, le roi Balthazar organisa un banquet en l'honneur de ses mille dignitaires et se mit à boire du vin en leur présence. Excité par le vin, Balthazar ordonna d'apporter les coupes d'or et d'argent que Nabuchodonosor, son père, avait rapportées du Temple de Jérusalem. Il avait l'intention de s'en servir pour boire, lui et ses hauts dignitaires, ses femmes et ses concubines. Aussitôt, on apporta les coupes d'or prises dans le Temple de Dieu, et le roi, ses hauts dignitaires, ses femmes et ses concubines s'en servirent pour boire. Après avoir bu du vin, ils se mirent à louer les dieux d'or, d'argent, de bronze, de fer, de bois et de pierre. »

Ils virent alors une main écrire sur le mur « mene mene tekel upharsin », ce que ni les devins, ni les magiciens, ni les astrologues ne purent interpréter.*
Certaines interprétations rabbiniques, dont une partie est reprise dans le Talmud de Babylone considèrent que ces mots sont un code, par exemple de l'atbash.
La notation des poids et mesure n'a que peu de sens : « deux mines, un shekel et deux parts ». Dans leur forme verbale, retenue par la traduction Louis Segond, ils signifient : mene, compter ; tekel, peser ; upharsin, diviser - littéralement « compté, pesé et divisé en deux ». Sur le conseil de sa mère, Balthazar fait appel à l'Hébreu Daniel qui donne une interprétation de la phrase. Il lit le dernier mot (prs) peres et non parsin. Ce choix fait et le texte décodé puis interprété par Daniel, il annonce au roi : « une mine » : Dieu a « compté » les années de ton règne et les a menées à leur terme. « Un sicle » : Tu as été « pesé » dans la balance et l'on a trouvé que tu ne fais pas le poids. « Deux demi-sicles » : Ton royaume a été «divisé» pour être livré aux Mèdes et aux Perses.
Le dernier verset du chapitre nous indique que cette menace divine fut promptement réalisée puisque Balthazar mourut la nuit même. Darius le Mède accéda au trône.
Le livre de Daniel fait de Nabuchodonosor le père de Balthazar. La même mention se retrouve dans le livre de Baruch, un livre deutérocanonique, daté par la plupart des historiens[Qui ?] du IIe siècle av. J.-C. Il pourrait simplement s'agir d'une erreur de la part des auteurs. Certains commentateurs considèrent que ce passage peut se recouper avec des sources extra-bibliques en donnant à ce terme l'acception aïeul ou prédécesseur. Le mot hébreu pour père av est souvent utilisé dans le sens d'aïeul.

## Littérature rabbinique
Balthazar apparaît dans de nombreux travaux de littérature rabbinique.
Le Talmud comporte la chronologie suivante des trois rois babyloniens (Meguila 11a-b) :
« Nabuchodonosor régna quarante-cinq ans, Évil Merodac vingt-trois, et Balthazar fut monarque de Babylone pour deux ans, tué au début de la troisième année la nuit fatale de la chute de Babylone. »
Les références du Talmud et du Midrash à Balthazar insistent sur son oppression des sujets juifs. Plusieurs passages du Nevi'im, le livre des Prophètes, sont interprétés comme faisant référence à lui et à ses prédécesseurs. Ainsi dans le passage « Vous serez comme un homme qui fuit devant un lion et tombe sur un ours. » (Amos 5:19), le lion peut représenter Nabuchodonosor, et l'ours, tout aussi féroce mais moins courageux, est Balthazar. Le livre d'Amos fut cependant rédigé avant l'exil.
Ces trois rois de Babylone sont souvent présentés ensemble comme formant une succession de monarques impies et tyranniques oppressant Israël, entraînant ainsi leur disgrâce et destruction. De même, lorsque le Livre d'Isaïe, chapitre 14, verset 22 indique : « Je me lèverai contre eux, dit l'Éternel des armées ; J'anéantirai le nom et la trace de Babylone, ses descendants et sa postérité, dit l'Éternel », il peut y être fait référence à nos trois rois : le nom de Nabuchodonosor, la trace d'Evil-Merodach, Balthazar comme descendant et Vashti comme postérité.
Le commandement donné à Abraham de couper en pièces trois de ces ovidés comme signe de l'alliance avec Dieu, est vu par les lecteurs de Daniel comme symbolisant Babylone, qui vit l'ascendance de trois rois, Nabuchodonosor, Evil-Merodach, et Balthazar, dont la destinée est tracée par cet acte de découpe en morceaux.
La littérature de la Midrash entre plus en détail dans la mort de Balthazar. La tradition ultérieure précise que Cyrus et Darius étaient employés comme gardes des portes du palais royal. Balthazar, grandement alarmé par cette mystérieuse inscription manuscrite sur le mur, et appréhendant qu'une personne soit entrée dans le palais sous un quelconque déguisement, ordonne à ses gardes de décapiter toute personne tentant d'entrer en force à la faveur de la nuit, quand bien même cette personne se déclarerait le roi elle-même. Balthazar, indisposé, quitte le palais sans être vu par une porte arrière. À son retour, les gardes lui refusent l'entrée. En vain il plaide être le roi. Les gardes disent alors : « Le roi ne nous a-t-il point ordonné de mettre à mort quiconque tentera d'entrer dans le palais, quand bien même affirmerait-il être lui-même le roi ? » Joignant le geste à la parole, Cyrus et Darius saisissent une lourde décoration faisant partie d'un candélabre, et fracassent le crâne de leur maître et roi.

## Le festin de Balthazar, quelle origine?
Même si ce récit et ces détails sont hors de tout cadre historique, le festin dont il est question en trame de fond dans l'argenterie désacralisée du temple de Jérusalem est inspiré des pratiques du culte de l'empire néo-babylonien. À Babylone, des repas étaient quotidiennement servis à l'image de Marduk, accompagnés de musique et de coupes de fruits joliment disposés. Après le repas du dieu, de l'eau était versée dans un bassin et offert à l'idole pour lui rincer les doigts. Selon plusieurs descriptions exhaustives, les repas présentés à l'image étaient ensuite envoyés au roi pour sa consommation personnelle. Cette nourriture étant  bénie de par la proximité du dieu, cette bénédiction était ainsi transférée au roi. Une tablette retrouvée à Uruk mentionne qu'à titre exceptionnel, un prince couronné — il s'agissait de Balthazar — bénéficiait de ce privilège royal.
Toute l'importance de ce rituel se ressent dans cette inscription attribuée à Sargon II : « Les citoyens de Babylone [et de] Borsippa, le personnel du temple, les chercheurs [et] les administrateurs du pays qui le regardaient (Merodach-Baladan II) comme leur maître m'apportaient désormais les restes de Bēl [et de] Sarpanitu [de Babylone et de] Nabû [and] Tasmetu [de Borsippa] à Dur-Ladinni et me demandaient d'entrer dans Babylone. ».
Les idoles des cités conquises étaient habituellement rapportées à Babylone pour y être placées comme révérant Marduk en son temple. Les Juifs, n'ayant pas d'idole de leur Dieu, furent forcés de remettre l'argenterie du Temple de Salomon, qui ainsi pouvait être utilisée pour préparer les repas de Marduk rituellement partagés par Balthazar.

## Dans la culture populaire
- Le récit biblique du festin de Balthazar est la source d'une locution très populaire dans la littérature anglaise, the writing on the wall (littéralement « l'inscription sur le mur »), un idiotisme pour mentionner un châtiment imminent, si évidemment imminent que seul un fou ne le voit pas venir.

- En allemand, il a inspiré le substantif neutre Menetekel, qui signifie « avertissement », « présage menaçant ».

C'est également une hypothèse de l'origine de l'expression « tes jours sont comptés ».
- Georg Friedrich Haendel composa un oratorio à la fin de l'été 1744, Belshazzar.

- Le poème de Robert Frost, The Bearer of Evil Tidings donne le récit d'un messager à la cour de Balthazar. Après avoir appris le renversement imminent de Balthazar, le messager fuit en Himalaya plutôt que d'affronter le courroux du monarque.

- La poète américaine Emily Dickinson relate la réception d'une lettre par Balthazar. Ce court poème de huit vers[23] fut écrit en 1879.

- William Walton écrivit un oratorio intitulé Festin de Balthazar.

- Dans le jeu vidéo Spaceship Warlock, le vaisseau Belshazzar, est abordé par des pirates de l'espace.

- Le chanteur et compositeur Johnny Cash est l'auteur d'une chanson intitulée Belshazzar, inspirée du récit biblique. Elle fut enregistrée au Sun Studio à Memphis dans le Tennessee en 1957.

- Le parolier juif Harold Rome écrivit en 1937 pour la comédie musicale Pins and Needles une chanson gospel, Mene Mene Tekel Upharsin, faisant un parallèle entre Balthazar et Hitler, parlant du Babylon-Jerusalem Axis. Interprétant l'inscription sur le mur, Daniel résume cela avec concision : « King, stop your fightin' and your flauntin'./You been weighed, and you're found wantin'. »

- Durant l'élection présidentielle américaine de 1884, le candidat républicain James Blaine dînait dans un restaurant new-yorkais avec de riches dirigeants d'entreprises comme William Henry Vanderbilt ou Jay Gould. Les journaux publièrent des caricatures Le Festin de Balthazar Blaine ... (The Feast of Belshazzar Blaine...), avec l'inscription « Mene Mene Tekel Upharsin » sur le mur.

- Au début des années 1970, le magazine Esquire, dans sa section Dubious Achievement Awards, publia une photo de nonnes portant des habits religieuses et de courtes jupes avec en légende « MENE MENE TEKEL UPHARSIN ».

- Robert E. Howard, l'auteur de Conan le Barbare, se plaisait à parsemer ses écrits pseudo-historiques de noms historiques. Il écrivit ainsi Blood of Belshazzar' (littéralement le sang de Balthazar), adaptée ultérieurement par Roy Thomas comme une histoire de Conan, publiée chez Marvel Comics dans le volume 27 de Conan the Barbarian sous le titre The Blood of Bel-Hissar. Howard utilisa également le nom de Nabonide (le père de Balthazar) dans l'histoire Rogues in the House publiée dans le volume 11.

- Le roman Les Exilés de Babylone d’Évelyne Roth, paru en 2015, relate l'épisode de l'écriture sur le mur à travers le point de vue du prophète Daniel.

- À travers le personnage d'Hernani, Victor Hugo fait mention de Balthazar à travers cette phrase dans l'œuvre éponyme :

« Sire, La chose est toute simple ; et l’on peut vous la dire. Nous gravions la sentence au mur de Balthazar ; » (Acte V, Scène 6).
- Ce même Victor Hugo évoque également l'épisode du festin de Balthazar dans un de ses poèmes des Contemplations où il affirme la puissance essentielle, première et définitive de la parole, sœur aînée de la lumière à l'aube de la création :

« Oui, tout-puissant. Tel est le mot. Fou qui s’en joue !

[...]

Il sort d’une trompette, il tremble sur un mur, 

Et Balthazar chancelle, et Jéricho s’écroule. »

— Les Contemplations
- Un ange hédoniste nommé Balthazar joué par Sebatian Roché apparaît dans la saison 6 de Supernatural[25].